# ميخائيل شولوخوف

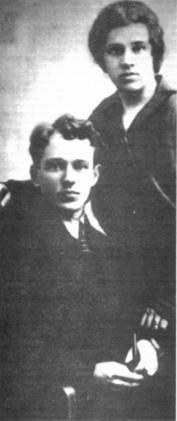
ميخائيل شولوخوف مع زوجته 1924

ميخائيل شولوخوف (Михаил Александрович Шолохов) (24 مايو 1905 - 21 فبراير 1984)، هو أديب روسي حاز جائزة نوبل في الأدب لسنة 1965. عن روايته الدون الهادئ، التي عربها عمر الديراوي ونشرتها دار العلم للملايين.
ولد في 24 مايو 1905 لأب مزارع وأم أوكرانية، في سنة 1998 صدرت روايته «الدون الهادئ» عن دار المدى للإعلام والنشر والتوزيع، بأربعة أجزاء، من ترجمة مجموعة من الأدباء العرب ومراجعة غائب طعمة فرمان. وأعادت طباعته سنة 2013.
بدأ شولوخوف الكتابة وعمره 17 سنة. وأوّل كتاب نشره هو «حكايات الدون» 1926 وهو مجموعة قصص قصيرة. وفي عام 1925 بدأ روايته الشهيرة «الدون الهادئ»، وقد استغرق 12 عاماً في كتابتها، وكان عمله التالي رواية «أرضنا البكر» مكونة من جزأين وقضى 28 عامًا في كتابتها، وقد اعتبرت كتابات شولوخوف النموذج الأمثل للواقعية الاشتراكية.

## وفاته
توفي في 21 فبراير 1984.

## روابط خارجية
ميخائيل شولوخوف على موقع IMDb (الإنجليزية)
- ميخائيل شولوخوف على موقع الموسوعة البريطانية (الإنجليزية)
- ميخائيل شولوخوف على موقع مونزينجر (الألمانية)
- ميخائيل شولوخوف على موقع إن إن دي بي (الإنجليزية)
- ميخائيل شولوخوف على موقع ديسكوغز (الإنجليزية)
- ميخائيل شولوخوف على موقع قاعدة بيانات الفيلم (الإنجليزية)